# Di-rect (album)
Di-rect is het vierde studioalbum van DI-RECT uit 2007. De totstandkoming van dit album had wat voeten in de aarde doordat zanger Tim Akkerman na zijn huwelijk en geboorte van zijn eerste kind wat minder met de band bezig was en hier onenigheid over kreeg met de overige bandleden. Later werd de ruzie weer bijgelegd en op 2 maart 2007 verscheen het album. Van het album zijn vier singles uitgebracht.

## Nummers
| 1.                 | A Whole New Era     | DI-RECT                    | 3:49 |
| 2.                 | Bring Down Tomorrow | DI-RECT, Tony Cornelissen  | 3:16 |
| 3.                 | A Good Thing        | DI-RECT, Tony Cornelissen  | 3:19 |
| 4.                 | Johnny              | DI-RECT, Tony Cornelissen  | 2:39 |
| 5.                 | Over & Over         | DI-RECT, Tony Cornelissen  | 2:55 |
| 6.                 | Lucky               | DI-RECT                    | 3:31 |
| 7.                 | I Just Can't Stand  | DI-RECT, Tony Cornelissen  | 2:57 |
| 8.                 | Someday             | Tony Cornelissen           | 3:33 |
| 9.                 | Break Us In Two     | Andy Simon, David Erikssen | 3:08 |
| 10.                | One Step Closer     | DI-RECT, Tony Cornelissen  | 2:51 |
| 11.                | It Feels            | DI-RECT, Tony Cornelissen  | 2:49 |
| 12.                | Don't Look Back     | DI-RECT                    | 3:50 |
| 13.                | All Of Her Dreams   | DI-RECT                    | 3:10 |
| Totale duur: 53:16 |                     |                            |      |

## Bezetting
- Tim Akkerman - zang
- Frans van Zoest - gitaar
- Bas van Wageningen - basgitaar
- Jamie Westland - drums

## Productie
- Producer - Holger Schwedt
- Fotografie - Martin Roemers